# 郑诗傧
郑诗傧（TEY SHI BIN ，1984年10月3日—），现任新纪元大学学院（国际与企业发展）副校长。目前是辽宁中华职业教育社对外交流合作委员会委员，“一带一路”人文与人才发展研究中心国际职业教育智库专家委员会委员。

## 個人背景
郑诗傧出生于马来西亚新山，祖籍福建永春，在新山福林园国中及新山私人学校完成学业。2007年毕业于马来亚大学中文系第一等荣誉学士学位，2010年获取中国华中师范大学中国古代文学专业硕士及2014年取得古典文献学专业博士学位。
学术研究主攻中国古典文献学、目录学、史记、古代文学、华人文化、文化品牌及文化传播。撰写逾20篇论文，在国内外期刊刊出，同时出版数本书籍及担任多本刊物主编。
2014年在新纪元学院担任中文系讲师，2018年升任中文系副主任，2019年4月创立国际教育学院及担任首任院长，2020年6月兼任大学市场与行销部总监。2022年受委副教授，2023年8月1日开设品牌与创意部及担任总监职，并在2024年1月出任（国际与企业发展）副校长。
2025年4月在日本创价大学担任客座教授，以及兼任新纪元大学学院马中华资产业融合学院院长。

## 著作
2007年作品收入在《落木萧无边》、2011年撰写《灵悟——阿赞劲大师的三界游记》、2018年主编《中文人》及《〈马新慈善家〉北京推介礼纪念特刊》、2020年撰写《〈清史稿·艺文志〉及〈补编〉、〈拾遗〉之子部小说研究》。
2023年主编《走向人本主义与和平之道——池田大作世界巡回大学演讲集》、《念吾初衷，跃升新峰：新纪元大学学院建校25周年纪念特刊（1998-2023）——望岳（2019-2023）》及与罗昌繁、温燎原合著《〈梦溪笔谈〉译注评》。
2024年主编《度引万千百姓家：马来西亚千百家佛教居士林的历史、发展与传播》。